# Olpiolum medium
Olpiolum medium es una especie de arácnido del orden Pseudoscorpionida de la familia Olpiidae.

## Distribución geográfica
Se encuentra en Paraguay.